# Гашчак, Марцел
Марцел Гашчак (словац. Marcel Haščák; род. 3 февраля 1987, Попрад, Восточно-Словацкий край) — словацкий хоккеист, правый нападающий. В сезоне 2014/15 выступал за «Амур» (Хабаровск) в Континентальной хоккейной лиге. Сейчас играет в Чешской экстралиге за клуб «Комета».

## Карьера
Воспитанник хоккейной школы ХК «Попрад». Выступал за клубы «Бардеёв», «Динамо» (Рига), «Амур» (Хабаровск), «Энергия» (Карловы Вары), ХК «Попрад», ХК «Кошице». С сезона 2021/22 играет за команду «Комета» (Брно).
Чемпион Словакии 2011 года, чемпион Чехии 2017 и 2018 годов, 4-кратный серебряный призёр Словацкой экстралиги (2006, 2012, 2013, 2021).
Лучший бомбардир чемпионата Словакии 2021 (69 очков). Лучший снайпер чемпионатов Словакии 2020 (33 гола) и 2021 (38 голов).
В составе национальной сборной Словакии провел 91 матч, набрал 37 очков (17 голов + 20 передач); участник чемпионатов мира 2012, 2013, 2014, 2017, 2018 (31 матч, 1+3) и Олимпийских игр 2018 (4 игры, 1+1). В 2012 году завоевал серебряную медаль чемпионата мира в составе словацкой сборной.
В Чешской экстралиге провёл 156 матчей, набрал 78 очков (41 гол + 37 передач), в Словацкой экстралиге — 569 матчей, 449 очков (233+216), в КХЛ — 84 матча, 24 очка (11+13).
Участник Лиги Чемпионов 2017/2018 в составе «Кометы» Брно (6 матчей, 2+0).
Всего за карьеру в сборной и клубах: 908 матчей, 593 очка (305+288).